# 스퉁트렝

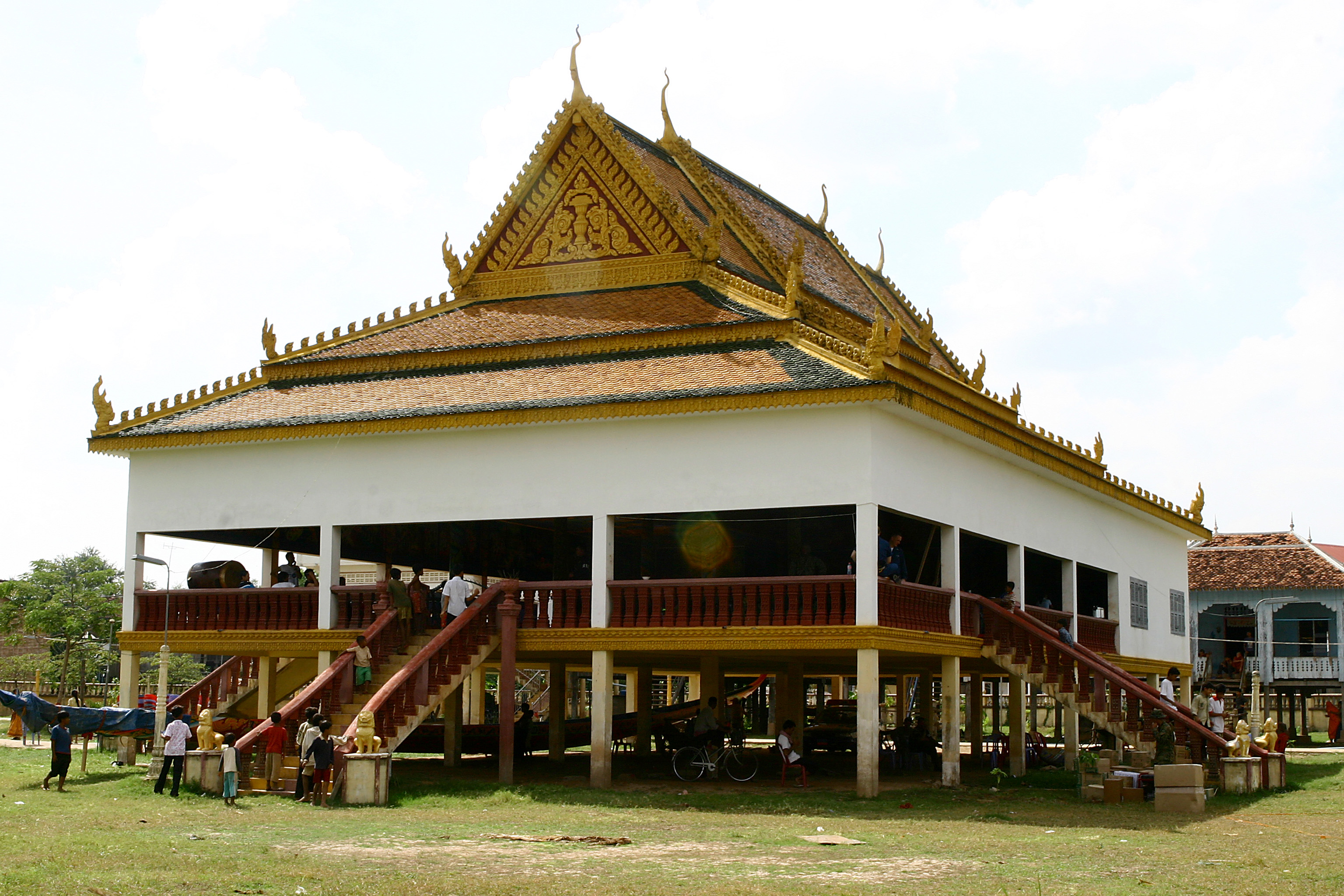

스퉁트렝(Stung Treng)는 캄보디아 북부 스퉁트렝 주의 주도로, 메콩강과 접하며 세콩 강과 합류하는 지점에 위치한다. 프놈펜(캄보디아의 수도)에서 북쪽으로 약 400km, 라오스 국경 지대에서 약 50km 정도 떨어진 곳에 위치한다. 인구는 약 160000명이며 크메르인과 라오인이 다수를 차지한다.